# Баташов Віктор Борисович
Віктор Борисович Баташов (нар. 7 червня 1937) — російський тромбоніст.
Закінчив музичне училище при Московській консерваторії, а потім Московську консерваторію (1960); учень Володимира Щербініна. В 1958 році став першим радянським переможцем Женевського конкурсу виконавців. З 1958 р. соліст Симфонічного оркестру Всесоюзного радіо і Центрального телебачення. Професор Московської консерваторії. Заслужений артист РРФСР (1981).